# لوكاس تشميتز
لوكاس تشميتز (بالألمانية: Lukas Schmitz)‏ (مواليد 13 أكتوبر 1988 في هاتينغن - ألمانيا الغربية) لاعب كرة قدم ألماني يلعب حاليا لصالح نادي الدرجة الأولى شالكه الألماني منذ 2009 في مركز الوسط المحوري .

## روابط خارجية
- لوكاس تشميتز على موقع الاتحاد الأوربي (الإنجليزية)
- لوكاس تشميتز على موقع قاعدة بيانات كرة القدم.إي يو (الإنجليزية)
- لوكاس تشميتز على موقع بيانات كرة القدم. دي إي (الألمانية)
- لوكاس تشميتز على موقع Soccerway.com (الإنجليزية)
- لوكاس تشميتز على موقع عالم كرة القدم.نت (الإنجليزية)
- لوكاس تشميتز على موقع كووورة
- لوكاس تشميتز على موقع AS.com (الإسبانية)